# Étienne Le Court
Étienne Le Court, brûlé à Rouen le 11 décembre 1533, est un curé exécuté pour avoir embrassé le protestantisme.
Dès 1528, Étienne Le Court, protégé de Marguerite d'Angoulême, évangélisait la population paysanne de Condé-sur-Sarthe, dans le diocèse de Séez, dont il était le curé. De nombreuses hérésies lui étaient attribuées. L’ordinaire les ayant condamnées, de l’ordinaire elles furent déférées au métropolitain, l’archevêque de Rouen, qui, d’accord avec l’inquisiteur de la foi, les déféra à la Faculté.
Étienne Le Court était depuis plusieurs années en relation avec les réformés. On trouva chez lui des conclusions qui devaient être développées en public, au commencement de 1529, par Barthole Haller et François Cols, « annonciateurs de la parole à Berne ». Ces conclusions contenaient les points capitaux du protestantisme.
Ces « erreurs » se résumaient comme il suit : l’extrême-onction était traitée d’invention humaine, les œuvres proclamées inutiles au salut. L’homme sans la grâce ne pouvait que commettre le péché, n’était lui-même que péché. Le pape n’était pas la tête de l’Église. Pierre, ni conséquemment le pape, n’avaient les clefs du royaume des cieux. Ce qu’on ajoutait à l’Évangile n’était que mensonge. Il n’y avait d’autres médiateurs que Jésus-Christ. La croix ne devait pas être adorée. L’opinion de Nestorius, selon lequel Marie n’était pas la mère de Dieu, était renouvelée.
Étienne Le Court confirma ces « erreurs » dans les interrogatoires, en ajoutant d’autres, parfois fort crûment.
Au sujet de l’adoration des saints, il disait : Bran pour saint Martin, saint Pierre et saint Nicolas. – « Les saints n’ont point de puissance et ce n’est que folie d’aller en pèlerinages et voyages.... – Si les os de saint Pierre estoient en mon eglise, je les ferois honorablement mettre en terre ; mais, si mes paroissiens les alloient reverer, moy mesme je les porterois en un sac en la riviere. – Saint Laurent qui se laissa rostir et saint Barthelemy qui se laissa ecorcher, n’estoient que maraults, et Nostre Seigneur n’avoit que faire des tourmens qu’ils avoient soufferts, et il Seigneur avoit assez souffert pour trestous. »
Au sujet de la messe, il disait encore : « Aucuns marchands seroient aussi honnestement aupres de leur feu a garder leurs enfans, comme d’estre a la messe, et ils feroient aussi bien le sauvement de leurs ames. »
Au sujet de l’Église, il disait enfin : « La Saincte Escriture a esté longtemps cachée sous le latin ; mais maintenant Dieu a voulu qu’elle soit en françois, et doresnavant les hommes et les femmes l’entendront, et les femmes feront les offices des evesques et les evesques les offices des femmes, car elles prescheront la Saincte Escriture et les esveques broderont en chambre avecques les demoiselles. »
Au terme du long procès d’hérésie qui lui fut intenté en 1533, Le Court fut dégradé solennellement par Georges II d'Amboise, puis le Parlement de Rouen le condamna à être étranglé et brûlé.
Marguerite d’Angoulême elle-même n’ayant pu le sauver, Le Court monta sur le bûcher sur la place du marché de Rouen.